# Champs-sur-Tarentaine-Marchal
Champs-sur-Tarentaine-Marchal település Franciaországban, Cantal megyében. Lakosainak száma 1028 fő (2022. január 1.). Champs-sur-Tarentaine-Marchal Antignac, Lanobre, Saint-Étienne-de-Chomeil, Trémouille, Vebret, Bort-les-Orgues, Cros, Saint-Donat és Saint-Genès-Champespe községekkel határos.

## Népesség
A település népességének változása:
| Lakosok száma | 1342 | 1141 | 1088 | 1041 | 1040 | 1059 | 1061 | 1030 | 1015 | 1028 |
|               | 1968 | 1982 | 1990 | 2006 | 2013 | 2015 | 2017 | 2019 | 2020 | 2022 |